# Marc Lambron
Marc Lambron (Lione, 4 febbraio 1957) è uno scrittore, funzionario e critico letterario francese.

## Biografia
Il 26 giugno 2014 è eletto al seggio 38 dell'Académie française, succedendo così a François Jacob.

## Opere
- L'Impromptu de Madrid, Flammarion, Prix des Deux Magots, 1988
- La Nuit des masques, Flammarion, Prix Colette, 1990
- Carnet de bal, Gallimard, 1992
- L'Œil du silence, Flammarion, Prix Femina, 1993
- 1941, Grasset, 1997
- Étrangers dans la nuit, Grasset, 2001
- Carnet de bal : chroniques 2, Grasset, 2002
- Les Menteurs, Grasset, 2004
- Une saison sur la terre, Grasset, 2006
- Mignonne, allons voir..., Grasset, 2006
- Eh bien, dansez maintenant..., Grasset, 2008
- Théorie du chiffon : sotie, Grasset, 2010
- Carnet de bal : chroniques 3, Grasset, 2011
- Nus vénitiens, Seghers, 2012
- Tu n'as pas tellement changé, Grasset, 2014